# 久米村 (三重県)
久米村（くめむら）は三重県員弁郡にあった村。現在の桑名市の南西端および東員町大字中上、員弁川の右岸にあたる。

## 地理
- 河川：員弁川、三孤子川、砂出川

## 歴史
- 1889年（明治22年）4月1日 - 町村制の施行により、坂井村・友村・赤尾村・島田村・志知村・中上村の区域をもって発足。
- 1955年（昭和30年）2月1日 - 分割し、一部（大字坂井・赤尾・友村・島田・志知）が桑名市に、残部（大字中上）が東員村にそれぞれ編入。同日久米村廃止。